# 鬥石
鬥石，乃過去流傳於東亞傳統節日如新春、元宵節及端午節的習俗，是兩方陣營以手將石頭互擲以傷害對手的競賽。

## 歷史
各地稱呼皆不同，有稱為「打沙」 （永尾龙造《支那風俗志》）、「打岩」 （清同治年《黔陽縣誌》）、「擲石頭架」 （劉志文主編《廣東民俗大觀》）、「鬥石」 （清陳盛韶《問俗錄》）、「擲石戲」（康乾年間編《海澄縣誌》）、「打石戲」（郭義山、張龍泉主編《閩西掌故》）等說法，在日文還被稱為「飛磔」、「石合戰」、「印陣打」、「因陣打」、「陰地打」、「陰陣打」、「磔合戰」、「克石鬥仗」。
過去外國學者認為此俗只流行於中國華南的端午節，但在中國東北馬鞍山的端午節、臺灣、韓國、日本也有此舊俗的文獻記載，如《髙麗史》：「國俗於端午，市井无賴之徒群集通衝，分左右队手執瓦礫，雜以短梃而决勝負，此之謂石戰。」、《扶桑見聞私记》記載鎌倉建久五年（1196年）日本端午節鬥石的情况、《江源武鑑》中記錄天文七年（1538年）五月五日蒲生郡和野州郡舉辦石合戰，孩童投石作戰，成年者甚至用刀作武器。
在閩西與廣東毗鄰鄉處，是在農曆正月初二日舉行。四川的端午節則是改扔李子。
金門在民國三十八年的古寧頭戰役之前，古寧頭一直流行一種習俗，就是南山和北山兩村的村民隔著一條內港互丟石頭攻擊對方，稱作「相擲」。從每年的清明節開始，一直到端午節結束。兩邊人馬成群結隊，聲勢浩大，直打得「頭破血流，鮮血淋漓」。但受傷的人並不上藥。他們跑到海邊用海水洗滌傷口，抓一把泥土塞住止血，轉身又加入拚鬥隊伍。等到雙方鳴金收兵，大家上山幹活，互相碰頭，又互打招呼，好像沒事一樣。外村人邊看邊覺得不可思議，笑稱「古寧頭番」。
彝族在相當於新年的十成節有此習俗。
有說法認為此俗是從古代的投石兵訓練而來；或詹姆斯·弗雷澤的触染律，借此操纵天地阴阳变化；或說是為驅逐瘟疫以保境平安；甚至是分類械鬥的相沿。